# Салча (комуна, Телеорман)
Салча (рум. Salcia) — комуна у повіті Телеорман в Румунії. До складу комуни входять такі села (дані про населення за 2002 рік):
- Беняса (1093 особи)
- Салча (1194 особи) — адміністративний центр комуни
- Тудор-Владіміреску (1058 осіб)

Комуна розташована на відстані 108 км на південний захід від Бухареста, 32 км на захід від Александрії, 98 км на південний схід від Крайови.

## Населення
За даними перепису населення 2002 року у комуні проживали 3345 осіб.
Національний склад населення комуни:
| Національність | Кількість осіб | Відсоток |
| -------------- | -------------- | -------- |
| румуни         | 3236           | 96,7%    |
| цигани         | 108            | 3,2%     |
| українці       | 1              | < 0,1%   |

Рідною мовою назвали:
| Мова      | Кількість осіб | Відсоток |
| --------- | -------------- | -------- |
| румунська | 3329           | 99,5%    |
| циганська | 16             | 0,5%     |

Склад населення комуни за віросповіданням:
| Релігія     | Кількість осіб | Відсоток |
| ----------- | -------------- | -------- |
| православні | 3264           | 97,6%    |
| адвентисти  | 69             | 2,1%     |
| реформати   | 7              | 0,2%     |
| баптисти    | 5              | 0,1%     |

## Зовнішні посилання
- Дані про комуну Салча на сайті Ghidul Primăriilor [Архівовано 21 жовтня 2007 у Wayback Machine.]